# JILL
JILL（ジル、1960年1月25日 - ）は日本のヴォーカリスト。作詞家、作曲家。ロックバンド、PERSONZのヴォーカル。

## 略歴
1960年1月25日、東京都台東区生まれ。新宿区立仲之小学校、新宿区立牛込第一中学校を卒業。高校時代に見たエアロスミスやKISSの来日公演を見て、ロックに目覚める。その後アマチュアバンドを経て、1983年、本田毅（ギタリスト）とNOTHING PERSONALを結成。その後、渡邉貢（ベーシスト）と藤田勉（ドラマー）を加え、1984年6月、PERSONZを結成。ライブハウスを中心にライブ活動を展開しインディーズで人気を博す。1986年10月6日午前3時45分頃、アナーキーのギタリストで元夫の逸見泰成に背中を刺され重傷を負う。出血多量であったが一命を取り留め、同年11月に復帰した。
1987年9月、PERSONZのヴォーカルとしてメジャーデビュー。
2023年現在もPERSONZのボーカルとしてライブ活動を続けている。1993年12月には初のソロアルバムを発表し、ソロ活動も開始。また、2017年夏には、JILL SOLO PROJECTの一環として三味線、太鼓の演奏で歌うユニット「三味線JILL屋」を結成した。
1990年にメンバーの渡邉貢と再婚。1998年、第一子となる女児を出産した。

## ディスコグラフィ

### アルバム
1. Private Rendez-Vous（1993年12月15日 TOCT-8257）
2. 蜜の味（1995年11月29日 TOCT-9245）
3. Love for ZOE（1998年10月21日 TOCT-10470）

### シングル
1. Tell Me Why（1995年10月25日）

### 書籍
1. LUCKY STAR は曇らない（1991年12月4日、角川書店）
2. LUCKY STAR は曇らないII（2006年12月23日、ZOE CORPORATION）

## メディア出演

### 映画
- 友よ、静かに瞑れ（1985年6月15日公開、角川映画・東映セントラルフィルム配給、監督：崔洋一） - 柴村冴子 役 ※ジル・ジェイド名義
- 冴え冴えてなほ滑稽な月（2013年9月7日、ティー・オーエンタテインメント、監督：島田角栄）

### テレビ番組
- しゃべくり007（2022年10月24日、日本テレビ） - 『女芸人が憧れのスターと初対面！』に出演。大久保佳代子の憧れスターとして登場[3]
- X年後の関係者たち 〜あのムーブメントの舞台裏〜『バンドブーム2時間SP』（2025年3月9日、BS-TBS）[4][注釈 1]
- ガリベンチャーV（2025年7月16日、テレビ朝日） - 『ROCK本木社員食堂』コーナーに出演し手料理を披露[5]

### 雑誌連載
- Zipper（現在は終了）
- SEDA（現在は終了）

### 作詞
- 松井常松「tonight」
- 2丁拳銃「空を見上げて」
- 渡邉貢「Spillover」

### イベント企画
- 『GIRL SCHOOL』2003年11月9日に  女性ロックミュージシャン中心のイベントを企画。
  - 出演：中山加奈子・渡辺敦子・富田京子（exプリンセス・プリンセス）、SHOW-YA、san☆go、東京ピンサロックス他

### イベントゲスト
- NAONのYAON（2008年4月29日、2015年8月23日、日比谷野外音楽堂） - ゲスト出演

### コーラス参加
- 布袋寅泰2011年ライブツアー
  - 30th ANNIVERSARY 第一弾 HOTEI THE ANTHOLOGY "創世記" BEGINNING FROM ENDLESS 〜BOØWY COMPLEX GUITARHYTHM〜（2011年2月1日、日本武道館）
  - 30th ANNIVERSARY 第二弾 HOTEI THE ANTHOLOGY “威風堂々”TONIGHT I'M YOURS! 〜GUITARHYTHM GREATEST HITS & REQUEST〜（2011年5月20日：国立代々木競技場 第一体育館、5月22日：大阪城ホール）